# Gの影忍
『Gの影忍』（ジーのかげにん）は、アニメ『機動戦士ガンダム』を題材にしたこやま基夫の漫画作品。
副題として「機動戦士ガンダム外伝」と銘打たれているが、本題の前に付くか後に付くかは単行本の出版社によってまちまちであるため、項目名は副題無しにしてある（副題無しにしている版もある。詳しくは#単行本の節を参照）。

## 概要
サイバーコミックス誌に不定期の読み切りで連載された機動戦士ガンダムの外伝漫画。その最大の特徴は主人公を含めた登場するモビルスーツパイロットの多くが忍者であるという点。そのためモビルスーツ自体もそれに合わせたアレンジを施した物が数多く登場する。その独特な世界観と忍者ものらしさから根強いファンも多く、単行本が絶版になる度に新装版が復刻されている。
物語は一年戦争末期のア・バオア・クー要塞を巡る忍者たちの死闘から始まり、グリプス戦役と第一次ネオ・ジオン抗争の影で繰り広げられた陰謀の数々を経て、第二次ネオ・ジオン抗争直前に実行された一大作戦「百騎夜行」へ至るまでの、14年間に及ぶ主人公・リョウガことGの影忍の戦いを描いている。
宇宙世紀の影で暗躍していたMS忍者という荒唐無稽な基本設定だけを見ればギャグ漫画だが、MS忍者たちの壮絶な死闘と彼らに待ち受ける運命は完全なシリアスである。作者の単行本コメントに曰く、「ギャグ・シリアスのどちらに解釈しても良いように描いたつもり」とのことで、一例をあげれば「宇宙空間でミノフスキー粒子を散布するミノフスキー隠れの術を前に、風下に立ったMS忍者がたじろぐ」といったシーンは、読者目線ではギャグに見えたとしても、登場人物の目線では極めて真剣な命懸けの戦いとしてシリアスに描かれている。そのため、本作はまさに「宇宙世紀という史実を題材にした忍者もの」とでも言うべき様相を呈している。
こうした本作独特の作風はその後のガンダムシリーズにも強い影響を及ぼしており、今川泰宏監督は『機動武闘伝Gガンダム』を製作するにあたって『Gの影忍』を読み、「もしガンダムをやるんだったらあれ（『Gの影忍』）をやりたい」と感じたことをレーザーディスク3巻ブックレットにて述べている。加えて『機動戦士ガンダムSEED』において地球外生命体が存在する証拠の化石が発見されているが、ガンダムシリーズにおいて明確に地球外生命体との接触を描いたのは本作が初めてであり、『劇場版 機動戦士ガンダム00 -A wakening of the Trailblazer-』においては地球外生命体ELSの襲来と対話が描かれたが、木星圏から飛来した地球外生命体がMSに擬態するなどして人類と交戦し、主人公との対話によって和解するといった筋道は本作「百騎夜行」のプロットと酷似している。
また『ガンダムビルドファイターズトライ』にてドムの中にガンダムが隠されているという本作と類似したシーンが登場した時や、忍者風に改造されたセラフィムガンダムにGの影忍と酷似した塗装が施されていた時、『機動戦士ガンダム 鉄血のオルフェンズ』にてガンダム・バルバトスが敵機を盾にして大気圏突入を行った際に「大気圏突入奥義イズナ落とし」と関連付けTwitter上などで本作が話題になるといったように、連載終了から30年以上を経て尚も語り草となっている作品である。
また2018年より作者による同人誌で続編が制作されており、2023年12月の時点では「黒死無双」「超獣戯画」「西遊蛮記」「怨故知神」「女牢蜘蛛」「裏伽具夜」「銀色夜叉」「幻界潮流」「人狼回廊」「金剛玉石」「身無死草」「堂廻目眩」の十二作が発表されている。2021年1月に、「裏伽具夜」までの六本をまとめた電子書籍『Gの影忍　地之巻』が、2024年7月に「堂廻目眩」までの残り六本をまとめた電子書籍『Gの影忍　仁之巻』がアクションコミックスから配信された。
その他、1989年にはバンダイ文庫よりゲームブック『機動戦士ガンダム Gの影忍 太陽系の秘宝』が出版されている。

## 物語
虚空の章
一年戦争末期、リョウガは死に際の師匠・星雲斎からア・バオア・クー要塞の見取り図を託され、連邦へ届けるよう命じられる。そこへ、三人のMS忍者が見取り図を狙って襲撃してくる。リョウガは死闘の末に師匠の言葉を思い出して自らメインカメラを破壊する形で心眼に開眼し、辛くも敵を打ち倒す。そして、彼は見取り図を連邦へ届けるという使命を全うする。
傀儡の章
終戦間もない頃、敵忍者との戦いの果てに小惑星帯へ迷い込んだリョウガは、そこでひたすら仏像を彫り続ける男に出会う。しかしそこへ不死身のクグツを名乗るMS忍者が襲いかかる。クグツは幾度となく撃破してもなお蘇り、リョウガは苦戦する。仏師は小惑星帯での戦いを止めてほしいという思いから彫刻刀によってクグツの傀儡を操る糸を切る。クグツは仏師へ致命傷を負わせたところをリョウガによって討たれる。仏師は一年戦争で失った部下の供養を続けていた事を告白し、この小惑星帯のことを秘密にするようリョウガに懇願する。リョウガは仏師の死を看取り、秘密を胸に秘めてその場を後にする。
修羅の章
宇宙世紀0087、グリプス戦役の最中、行き場を失ったMS忍者を中心とする盗賊集団「怨鬼堂」が巷を騒がせており、リョウガは怨鬼堂討伐の使命を帯びて拠点へと潜入し、怨鬼堂の首魁となった兄弟子タロウザと対面する。タロウザの教えである「忍法・大黒落とし」によって怨鬼堂の要塞を陥落させたリョウガは、タロウザと太陽表面での決闘に挑む。そこでタロウザから、この怨鬼堂が連邦軍のティターンズの資金集めのために結成された組織だということが明かされる。そしてリョウガに致命傷を負わされたタロウザは、Gの影忍に仕掛けられていた口封じ用の爆弾を奪い取り、太陽表面で爆発四散する。リョウガは任務完了にほくそ笑む連邦軍士官に天誅を下し、再び忍者という修羅の道へと戻る。
犬吠哀歌
サイコミュ開発の被験体という過去を持つ忍犬リクオーは、主の敵討ちのため高機動MAに搭乗しザクの部隊を次々と襲撃していたため、リョウガが止めに入る。リクオーはリョウガと協力して、何も知らずにリョウガに助けられた主の仇・ハウエルにわざと自分を殺させようとする。仇はリクオーを捕らえる為に動きを止めたことで、致命的な隙を晒してしまい、リクオーによって討たれる。しかし復讐心にとらわれたリクオーには、もはやリョウガの声も届かず、さらなる凶行に及ぼうとしたため、リョウガによって始末される。
龍虎の章
リョウガは謎めいた飲んだくれの老人を隠れ里コロニーへ護送する任務を受ける。そこへ、功名心からリョウガを狙う忍者ラセツが隠れ里コロニーを襲撃する。彼はGの影忍に偽装した機体を操り、コロニーミラーの破片に紛れてリョウガを翻弄するが、逆に追い詰められてしまう。禁じ手のコロニー落としを使おうとしたラセツに対し、リョウガは大気圏突入奥義イズナ落としをもって挑む。そしてその奥義を繰り出す一瞬の隙を作り出し、リョウガに額の傷を覚えておくよう伝えた老人の正体こそ、シャア・アズナブルであった。
装甲街道
一年戦争の最中、牙の一族のMS忍者・ヒュウガは連邦軍より新型のモビルスーツ・ガンダムの奪取に成功する。ヒュウガはデギン公王からガンダムを下賜されるが、しかしその機体を巡り、仲間であった忍者たちが次々とヒュウガへと襲いかかる。ヒュウガは圧倒的なガンダムの性能によってかつての同胞を次々と打ち倒していくが、その慢心からか、彼をアムロ・レイと誤認したジオン艦の主砲を受けて致命傷を負う。そして死に際の彼は、自らの弟弟子、リョウガへとガンダムを託す。
百騎夜行
宇宙世紀0093、再び姿を表したシャア・アズナブルによって史上類を見ない大量の機動忍者を投入した一大作戦「百騎夜行」が敢行される。木星圏より迫り来る「敵」を迎え撃つべく、リョウガをはじめとする108騎のMS忍者たちは軌道上へと集結する。リョウガのモビルスーツの動力炉は臨界寸前だった上、自分たちが倒してきた「敵」が単なる尖兵に過ぎなかったことが判明する。リョウガはMS忍者たちの希望を一身に背負い、「敵」本体へと突入する。人を理解しようとする「敵」が見せた恋人の幻影を振り払い、Gの振るった金剛宝虚空剣が全てを断つ。そして戦いが終わった後、Gの影忍は、その姿を見せなかった。
黒死無双
機動忍者・おろち忍軍は、秘匿された連邦の秘密兵器を追い求めて、限界集落コロニーの大菩薩谷に潜するも、このコロニーをまとめるズゴーゴンの持つ石化忍法・妖奇士即身仏の前に壊滅する。最後の一人も石化せんとしたその時、死したはずのリョウガが現れる。自らの忍法の秘密を守らんとするズゴーゴンに対し、リョウガは心眼センサーを駆使した影分身にてその秘術を打ち破る。
超獣戯画
地球圏アメリカ西部にて、リョウガは陰陽師ヨーマン操る式神ビットにより窮地に立たされる。負傷したリョウガは、大破した機体を修理してヨーマンに対抗すべく、技術集団・地這衆の協力を仰ぐ。砂金とテム・レイの回路を支払い、リョウガは陰陽術に忍法・黒兎馬の術で立ち向かう。己の陰陽道に慢心したヨーマンは人馬一体となった黒兎馬の術の前に打ち倒される。
西遊蛮記
連邦軍は、「捕縛下手忍船」を用いて忍びたちを捕まえ、難攻不落の要塞・アラヤシキを築くための労働力として運用していた。斉天大聖組を率いるサスケも捕らわれてしまい、そこで捕縛された『G』の姿を目撃する。だが連邦軍が捕らえたリョウガが拘束を脱したことをきっかけに、MS忍者たちの反乱が始まる。基地司令ですら知り得ぬ隠し通路や仕掛けの数々により、連邦軍は窮地に追い込まれる。ついに切り札たる巨大MAを繰り出すも、MS忍者たちが次々と巻き上げた隔壁を利用してリョウガの繰り出した明鏡止炎によって要塞もろとも溶解、消滅する。
怨故知神
里に下りることとのなかった山伏たちが、突如としてゴーストタウンに現れ、未知の敵に撃破されて死んでいく。山伏たちの目的と敵の正体を探っていた密偵センリは、「墓参りにきた」と言うGと協力し、廃墟に潜む亡霊と対峙する。あらゆる防御を貫通する呪詛を操るその亡霊こそ、リョウガの兄弟子にして市街戦を得意とする外忍サイガであった。死人となってなお使命を果たすべく無差別に侵入者を殺すサイガの怨念を、リョウガは彼に後を託された者として打ち払う。
女牢蜘蛛
メロスウェイ社の軌道エレベーターにて異常がおきたため、連邦軍の調査部隊すら音信不通となったその場へ、リョウガはアナハイム社の依頼で調査へ赴く。彼は軌道エレベーターのシャフトの中で、辻強盗のダルマを返り討ちにするが、勝手に同行されてしまう。そして2人は高度200kmの重力圏で連邦軍MS部隊が浮遊するという異様な光景に直面する。それこそは土蜘蛛衆の毒太夫カラメが、衛星軌道上から投下される荷物を狙って張り巡らせた蜘蛛の巣であった。ミノフスキー物理学を応用した忍法・星霜術式死暮糸により絡め取られたリョウガは、遂にコアファイターを用いた禁じ手、焔核手裏剣の封を解く。
裏伽具夜
リョウガは月の裏側にある隠れ里で、なぜ自分が木星圏での戦いの後も生き続けているのか思い出そうとしたが、うまくいかなかった。そこに隠れ里の墓に何者かが侵入したとの報が入り、リョウガは隠れ里の長の頼みで賢者の海に築かれた古墳へ向かう。そこは宇宙世紀の最初期に製造された作業機械・埴輪忍軍の眠る土地であった。隠れ里の離反者ウラメは未だ稼働し続ける製造機を奪い、粘土にかわる新素材をもちいて埴輪忍軍を戦力化せんと目論んでいた。月面の大量の土を素材として製造された埴輪兵8000騎を繰り出すMS忍者たちに対し、リョウガは月に眠るもう一つの地下資源である永久凍土から水を呼び覚まして立ち向かう。
銀色夜叉
一年戦争開戦前夜、サイガは民間用に偽装された研究用コロニーに潜入していたところ、弟弟子のリョウガが自分の機体に潜んでいたことに気づく。サイガが施設へ潜入する間、リョウガはMSを任せされる。そしてサイガの帰りを待つリョウガは、奇妙な雰囲気をまとった少女と出会い、フラナガン機関の研究データに近づくサイガの前にもまた、不可思議な空気を纏った少女が現れる。彼女こそはこのコロニーで行われる超能力者研究の要、フラナガンの巫女であった。リョウガは彼女の謎めいた言葉に困惑するが、そこに巫女を守護する修行者ヤクシャのMAが襲撃をしかけてくる。サイガのザクに乗り込んで時間稼ぎをしたリョウガは、からくもサイガと合流するも、サイガはヤクシャの繰り出す変幻自在の投擲術「夜叉の舞」に翻弄される。しかしリョウガはその弾道が文字の軌跡となっている事を読み取り、サイガはそれが梵字であるとに気づいて攻撃を掻い潜り、ヤクシャを撃破する。才能がある者は戦いから逃れる事はできぬと、サイガはリョウガの行末を危惧し、自身も異能の力を得る事に取り憑かれていく。そしてそうした思い出話をサスケに語ったリョウガは、もう二度とあの少女、ララァ・スンに会うことは無かったと締めくくる。
幻界潮流
連邦海軍軽巡洋艦アトランティスは、嵐に閉ざされた海域の奥にあるという、観測不能の島を目指す。覆面をして乗り込んでいたリョウガの指示のもと、アトランティスは海に直立する未着弾（ロスト）コロニーに到着する。リョウガはコロニーの調査を試みるが、テンガイ操るガルバンドラムの水遁によって押し流され、コロニーの内部へと引きずり込まれる。そこで彼は、コロニー落としを生き延びた人々が平穏な暮らしを送っている様子を目にする。かつての大戦の折に行使されたコロニー落としは、それに協力した忍者たちにとっても禁じ手とされる恐ろしいものであった。テンガイはコロニー落としで人を殺めることを厭い、都市の着弾を回避して人々を救い、残された彼らの暮らしを守る道を選んでいた。目的であったコロニー落としの秘伝書をテンガイから託されたリョウガは、これを二度と世に出さぬために秘伝書を破棄する。そしてコロニー内部へ突入せんとする連邦軍軌道空挺部隊の降下船を破壊し、リョウガは何処ともなく去っていく。その背を見送るテンガイは、修羅道に落ちた自分とは違う、菩薩道を歩むリョウガの過酷な道行きを案ずる。
人狼回廊
襲撃が頻発する木星からの資源運搬船団の護衛任務にあたるサスケら斉天大聖組。自分らが囮なのではないかという疑念は、突然の襲撃によって確信にかわる。船団を襲撃したファンネルの群れは次々と護衛MSに取り付き、それを死霊として操り始める。襲撃者の正体は、かつて亡霊と恐れられた幻の機体に瓜二つであった。そしてそれを操るフラナガンの巫女が来訪を確信する者、Gの影忍リョウガの姿もそこにはあった。投棄されたコンテナを足場に地の利を作り亡霊に接近したリョウガに、少女は目覚めるよう訴え、生きている意味を教えると囁く。だがリョウガはそれは己で見つけると返し、操縦席を反応液体で満たしての直接操縦の荒業でハッキングを打ち破る。
金剛玉石
火星-木星間の小惑星帯に呼び出されたリョウガは、そこでコウリュウと再会する。木星での戦いで死んだはずのリョウガが何故生きているのか、それを彼は確かめに来たのだ。一方、二代目三猿を襲名したサスケもまた小惑星帯の闇の商い問屋を訪れていたが、そこで百騎夜行で滅ぼされたはずの木星妖怪、「敵」を発見する。コウリュウがリョウカの生死を確認せんとしたのも、「敵」がいまだ太陽系に潜んでいる可能性を危惧しての事であった。目覚めた「敵」との交戦の最中、「敵」が対話を求めている事を悟ってリョウガは剣を納める。自分と敵、両方が生き延びていたというのならば、それが起きた意味を知る必要がある。そして「敵」の遺したファンネルは、『人狼回廊』にてかつて「ララァ」と呼ばれた少女の操ったものであった。
身無死草
小惑星帯に「敵」を撃滅するべく連邦軍辺境第13艦隊が迫る。しかしてそれは忍者によって既に乗っ取られ、何らかの思惑のもとに攻撃を仕掛けんとするものであった。リョウガ、コウリュウ、三猿がこれに立ち向かう中、リョウガは軍に潜伏する草集団「身無死草」の頭カイゲンとの接触に成功する。だが事情を聞く直前、八ヶ月前に軍から消失したホワイトベース級戦艦ケンタウロスが突如として艦隊に攻撃を開始。ケンタウロスこそは艦艇に擬態した「敵」であった。「敵」との乱戦に陥る中、サスケは脳裏に響く少女の声に導かれ、リョウガを救うために戦いの真っ只中に飛び込んでいく。一方カイゲンは全ての元凶、この事態を引き起こした黒幕が、自分たちの標的でもある魔女「ララァ・シン」である事を見抜く。身無死草の目的はララァ・シンの排除、そしてその使命はニュータイプ狩りであったのだ。
堂廻目眩
ララァ・シン率いる「敵」と身無死草、Gたちの三つ巴の戦いは続いていた。身無死草はララァ・シンの力を用いて密かにニュータイプ狩りを行っていたが、やがてララァ・シンは離反し、「敵」の残滓から己の軍勢を作り上げていた。ではそのララァ・シンがなぜG……リョウガとの接触を求めたのか。即ちリョウガこそ、忍びの中に潜んで隠れ生き延びてきていた、影のニュータイプであったのだ。そしてかつてララァ・スンに変革をもたらしたのは、初めて接触した自分と同じ存在、即ちリョウガであった。ララァ・シンは人の革新を待つには、もはや人は数千世代を耐えうる知性を持っていないと判断し、リョウガを取り込んで進化を促す存在を作り上げようとする。進化か、停滞か。突きつけられた選択に対し、リョウガは逆に「敵」の力を取り込んでGを変化させると、身無死草を峰打ちで停止させ、同時にララァ・シンの提案を拒否する。彼の選択は「待つ」ことであった。それを良しとして立ち去るララァ・シンと「敵」を見送りながら、リョウガは述懐する。ララァ・シンは一つ間違えている。人は脅威によって変わるかもしれないが、だが同時に自ら変わろうともするのだと――……。
太陽系の秘宝
一年戦争終結より数年後、デギン・ザビによる「六つの紋章を集めて財宝を手に入れたものをジオンの後継者として認める」という遺言が発見される。この情報を掴んだハマーン・カーンは外道衆なる忍びの軍団を太陽系に送り込む。また、事態を重く見たシャア・アズナブルは、財宝と共に眠るとされる最強の忍法「宇宙直列」の巻物を報酬に、リョウガに外道衆の阻止を依頼する。Gは太陽系各地を巡り、外道衆と紋章の争奪戦を繰り広げる。やがてアムロ・レイの協力のもとでハレー彗星に財宝があることが判明する。Gは彗星上で外道衆の頭領シムガとの激闘の末に財宝を見出すも、そこにハマーン艦隊が襲い来る。
戦いを終えた後、シャアとリョウガは無言のままに別れを交わした後、惑星直列を引き起こす「宇宙直列」の巻物を、真空の宇宙に投じて葬り去る。

## 主要登場人物
リョウガ
主人公の忍者。漆黒のガンダムを駆り、Gの影忍と異名をとった。通称"G"。
隠れ里コロニー出身で、牙一族の忍者。主に連邦側に属して行動する画面が描写されている。ただし基本的には傭兵なので、どちらの側にもつく。
一年戦争末期のア・バオア・クー戦前後からグリプス戦役、第一次ネオ・ジオン抗争を経て、第二次ネオ・ジオン抗争直前までを戦い抜く。
未確認の宇宙生命体との戦いで唯一「敵」本体を倒すことに成功するも、消息不明となる。
死んだとされているがその事実を信じる者は少なく、リョウガ自身も忍びならば死んでいた方が良いとして生存を伏せたまま行動を続けている。
その正体は忍びの中に潜むことによって今まで誰一人として存在を知ることのなかった、影のニュータイプであった。
タロウザ
リョウガの兄弟子。怨鬼堂（えんきどう）と呼ばれた盗賊集団をつくりその長として悪逆非道の限りをつくしていた。
実はティターンズの尖兵であり、盗賊活動は資金を集めるための忍びの務めであった。
幻舟（げんしゅう）
隠れ里コロニーの長老。飲んだくれの老人（シャア・アズナブル）とリョウガを引き合わせ、またかつてはヒュウガの遺言にしたがってGの影忍をリョウガに託した。
ヒュウガ
牙一族にあっても手練の忍者。デギンの命を受けてガンダムを連邦から盗み出すことに成功するが、その処遇をめぐって他の忍者と対立。勝利した瞬間、彼を連邦機と誤認したジオン艦の砲撃で命を落とした。
死に際、幻舟へガンダムをリョウガへ託すことを遺言する。彼の残したガンダムこそが後のGの影忍となる。
コウリュウ
宇宙生命体との戦いに馳せ参じた忍の一人。リョウガを義兄弟と呼ぶほどに気に入り、最終決戦の手助けをする。
戦後は片目を失いながらも辛うじて生き延び、隠れ里コロニーで子どもたちを指導するようになる。
しかしG復活の報せを聞き、「敵」の存在を確かめるべく、火星-木星間の小惑星帯にてリョウガと接触を図る。
刀鍛冶
名も無き小惑星にてビームサーベルを鍛える刀鍛冶。百騎夜行へ向かうGの影忍を整備点検し、彼に加代の遺したハロを託す。加代の祖父でもある。
加代
リョウガの恋人。故人。
忍者であっても子供たちのために何かしてあげられるはずという理想をリョウガに託し、リョウガを待ち続けていたが、やがて命を落とした。
サスケ
リョウガに憧れるくノ一。
ソン・ゴッグを操り斉天大聖組を名乗って活動していたがあまり芽が出ず、リョウガの後を追いかけるばかりであったが、後に二代目・三猿を襲名、メザルを駆ってリョウガと共闘する。
出身地は月面裏の隠れ里であり、里長の孫娘。
サイガ
暗殺者として牙一族でもっとも名を馳せた忍び。都市戦を得意とし、都の中にあってさえ人知れず敵を屠ったという。最期は自らの死を以て自動人形と化し、任務を果たし続ける一方、その後始末をリョウガに託した。
リョウガの兄弟子でもあり、彼に数々の忍びとしての教えを授けた。一方、一年戦争初期に能力者と交戦、その時に幼少期のリョウガが見せた才覚から、徐々に自らも異能を手にすることに取り憑かれていった。
カイゲン
軍に潜伏する草集団「身無死草」の首領を務める忍び。「敵」およびララァ・シンを討伐すべく、連邦軍艦隊を密かに支配下において攻撃を仕掛ける。
当初は単なる忍びの集団に過ぎなかった「身無死草」だが、戦後にジオン残党の戦犯集団から「ララァ・シン」を回収したことにより、単なる選民思想に過ぎないと断じていたニュータイプの実在と危険性を悟り、同様の思想を持つ者に与してニュータイプ狩りを行う集団へと変貌を遂げた。
ララァ・シン
ララァ・スンと瓜二つの少女。
かつて一年戦争開戦前夜、少年時代のリョウガと邂逅したフラナガンの巫女。シャアの叛乱以後の時代でもその容貌は変わっておらず、「敵」と接触して何らかの目的のために行動する。
ララァ・スンの死の瞬間を幻視した上で「あなたは死んだララァ」と呼び、「あの時に死んで良かったと思える世界」を目指している旨を独白し、「ニュータイプを幻影ではないと信じる者達によって生み出され、夢うたかたと笑う者達が私を育てた」と語る。
その正体はララァ・スンの記憶と意識を複製した疑似人格（シミュラクラ）、ある種の人工知能であった。身無死草によって確保された彼女は、ニュータイプの指標を示すサンプルとして、ニュータイプの「芽」を狩るために利用された。
しかし同時にララァと同様の交信能力を持ち、独自の人格を持つに至ったララァ・シンは「敵」を操ることで人類の革新を促そうと画策する一方、リョウガをそのための器とすべく接触を試みる。リョウガが百騎夜行より生還したのも、ララァ・シンの思惑による。
ララァ・シンがリョウガに執着するのは、ララァ・スンが初めて出会った同類、彼女に革新をもたらしたニュータイプが、リョウガであったためであった。

## MS忍者
超人的な技量をもつ忍者の動きを再現するために、カスタムされたモビルスーツがMS忍者（モビルにんじゃ）である。一般的に機体と搭乗者の異名は同一であることが多い。
Gの影忍
元はG-3ガンダム。劇中では単にGと呼ばれることが多い。機動力を増すために外装が簡略化され、漆黒と白に塗り分けられている。完全版の表紙では頭部に撃墜マークも見える。
特殊な装備として胸部に心眼センサーを備えている。これはパイロットの集中力の高まりにより「悟（SATORI）」の表示が現れると同時に発動、コクピットに九字が浮かび上がり、全天周モニターになる。百騎夜行では座禅を組んで発動し、敵包囲網を突破して母体への突入を成功させた。またG-3がテストベッドとして施されたマグネット・コーティングは継続して機能しており、一年戦争以後の時代ではもはや枯れた技術となっているが、磁気を帯びた自由関節が容易にその連結を解除することを忍者の技術によって活用し、いかなる拘束からも脱出する事が可能である。
主な武装は腰の後部にマウントしたビームサーベル二本と手裏剣、吹き矢のみで、頭部に内蔵されたバルカン砲を使用する描写はなく、操縦者であるリョウガの会得した数々の忍術を行使する。百騎夜行では金剛宝虚空剣を装備して戦った。また電撃コミックス版の表紙では鎖鎌を装備している。加えて大気圏突入用の耐熱フィルムを光学隠れミノに換装しており、従来通りの大気圏突破の他、偽装やムササビの術による短期間飛行、張扇としての近接武器などに活用する。そして厳密には武装ではないが、一度繰り出せば二度と動けぬ変わりに核融合炉の動力を全て回転力に転じる、コアファイターを武器とした忍法・焔核手裏剣を禁じ手として持つ。
元々はヒュウガが連邦軍から奪取し、デギン・ソド・ザビに献上した機体であったが、末息のガルマを失い、長息であるギレンの独裁により政治への意欲を失いつつあったデギンの許可を得て自機として下賜される。しかしG-3を手に入れようとする他の忍との戦闘の後、アムロ機と誤認したジオン軍艦船の攻撃を受け中破し、ヒュウガは戦死。その後リョウガが改装して受け継いだ。
第一話でア・バオア・クー要塞の設計図を奪取した際に機体が破棄された描写はあるものの、後ほど回収されたと思われ、ベース機であるG-3ガンダムがロールアウトした宇宙世紀0079年から0093年の第二次ネオ・ジオン抗争直前まで、少なくとも14年近くの間、リョウガの操縦技術の卓越さもあり一線級の性能を維持していた。しかし核融合炉の老朽化により限界が近づいており、最終決戦時にリョウガと共に消息を絶つ。
その後、再びリョウガの搭乗機として登場するが、機体の核融合炉の老朽化による限界については語られず、修復を経て再び使用可能な状態になったのか、新たに製造されたレプリカなのかは不明である。
使用した忍法はミノフスキー隠れの術、隠れ身の術、隔壁がえし、変装の術、大黒落としの術、水蜘蛛の術、変わり身の術、影分身、黒兎馬の術、焔核手裏剣、大気圏突入奥義イズナ落としなど。また『太陽系の秘宝』では読者の決断次第で封を破り、宇宙直列の術を繰り出す。
なお本作が宇宙世紀史実の裏で繰り広げられた物語である以上、G-3ガンダムがMS忍者として運用された事実は存在しないが、『マスターグレード RX-78-3 G-3ガンダム ver.2.0』の解説書では巷間に流布した風説の一つとして「特殊な諜報任務に特化され、高度なステルス機能を有するに至った」という、Gの影忍と思わしき機体への言及がなされている。また『ガンダムトライエイジ G-3ガンダム』のカードテキストでは民間ジャーナリストの証言として、様々な情報が噂されるばかりで正式な記録が残されていない歴史の影に隠れたガンダムである事を指して「ニンジャみたいだよな、東洋のさ」と評されている。
忍者ザク
ベースはザクIIだが、どの形式か不明。頭部がザクIIである以外には、両肩にアーマー装備、バックパックの大型化、太ももの大型化、すね下の小型化など、全身がかなりカスタムされている。胸部に甲・乙・丙のマーキングがあり、それぞれスザク・サジリ・ワキが駆る。主な武装はヒートサーベル。「地と見せかけて天が襲う、天をかわせど人が斬る」という天地人三身一体の陣でGの影忍を苦しめた。
ヒョウガと行動をともにしていたMS忍者の中にもザクをベースにしたものがいるが、こちらは詳細不明。
不死身のクグツ
手足が細く、両手がバルカンになっているグフを用いてGを追ったMS忍者。異名通りに斬られても平然と動き回り、Gを苦しめた。正体は山伏型宇宙用ゾックであり、ワイヤーを介してグフの傀儡を操っていた。からくりを看破されると一刀のもとに斬り伏せられた。
死念坊、苦念坊のドム（通称コムソードム）
怨鬼堂の配下である、虚無僧型リック・ドム。頭部に三度笠型レドームを持ち、腕部には袖に見立てたミサイルランチャー状の装備を持つ。双方ともGにやられるが、Gは死念坊の姿に化け怨鬼堂の本拠地に潜入した。しかし死念坊が左利きであった事を知らなかったため変装を見抜かれてしまう。
タロウザのキュベレイ（通称カブキュベレイ）
全身に隈取りをし、頭部に毛髪を備えたキュベレイ。その姿は歌舞伎をモチーフにしている。扇子型のビットを操り、扇子の上で独楽まで回してみせた。肘から先を射出可能で、太陽表面での死闘でGを苦しめたが、最後はGに仕掛けられた時限爆弾を取り除き果てる。太陽表面では水蜘蛛を用い、沈まないようにしていた。
バウ＝ドラゴ
元はバウ。ただし、龍を模した頭部は後頭部に全長と同じ程の作動肢を持ち、装甲はかなり軽量化されているので一見そうとは見えない。肘から下を排除する事で内蔵のビームサーベルを起動させ、後頭部の作動肢から無数の刃が出て敵を切り裂くなど全身が武器。コウリュウ専用の機体で、未確認生命体との戦闘により大破。デザインはいづなよしつね。
白虎式
百式改を原型としたコウリュウの新たな機体。バウ＝ドラゴから継承された機体慣性制御装置を兼ねた作業肢（ティル）が後頭部に装備されている他、両腕からは三本のビームネイルを展開し、高速で敵を切り刻む。
α・アジール（アシュラ・アジール）
自由の女神に偽装されていた、三面六腕のα・アジール。男女三人からなる、忍群「百騎夜行」のリーダーが駆り、全軍を指揮した。Gに金剛宝虚空剣を手渡した機体。
メザル、ミミザル、ハナザル
百騎夜行に参加した三人組のMS忍者。それぞれカメラ、アンテナ、センサーを改造したジムを操るが、敵母体に突入した際に幻覚攻撃を受け、同士討ちの末に全滅した。
百騎夜行ではあまり活躍はしなかったが著名な忍者であったらしく、サスケとその妹分二人が同様の改造を施したジム「ミザル」「イワザル」「キカザル」を継承し、二代目三猿を襲名した。
ハンブラビ＋（ハンブラビプラス）
コウリュウの仲間として登場した十文字という名の忍者の駆るMS忍者。ハンブラビを元にカスタムされ、頭部は巨大な十文字手裏剣として用いる。デザインは来留間慎一。
ハウンド・フォックス
コウリュウの仲間として登場した九尾という名の忍者の駆るMS忍者。元はバウンド・ドックで、九尾の狐に似た姿で機体後部に9基の有線サイコミュを備える。デザインは来留間慎一。
ジ・オ＝ノフジ
ジ・オを元にしたMS忍者。弓取り式を行なう関取をイメージした外見で、背中に弓を背負っている。デザインはまぁくII。
ガザ・H（ハンニャ）
ガザDをもとにしたMS忍者。モビルアーマーモードで般若の面となる。デザインは来留間慎一。
風神、雷神
パラス・アテネを元にしたMS忍者。風神はミノフスキー風を、雷神は核融合炉のプラズマを放射する。良く似た人のパイロットが駆り、連携攻撃で敵を殲滅する。バイオ・ガンダムに捕獲され、自爆技で散った。デザインは来留間慎一。
メタル・グフ
グフを元にしたMS忍者。全身に棘を生やし、頭部からは火炎放射が可能だとされる。敵母体内部で大破したバウ＝ドラゴを救出した。デザインは菊池通隆。
ハオリ兄弟
おろち忍軍マエノテ、ウシロテの兄弟が操るMS忍者。一見してドム型に見えるが、実態はザクの上にアッシマーを合体させた二身一体機。アッグ・カイトの前に敗れる。
ハンニャ・ケンプ
おろち忍軍の頭領が操るMS忍者。アッグ・カイトの襲撃を受けて石化しかかったところを、Gの影忍に救われ、彼に後を託す。
アッグ・カイト
限界集落コロニー大菩薩谷に潜むMS忍者。アッグガイを原型としているが頭部が飛行型ドローンとなっており、ステルスでの遠隔偵察を得意とする。複眼は連続ストロボで光を放ち、高速で光触媒の硬化を促す。通常は頭部以外は活動しない。
ズゴーゴン
水中用のズゴックを改造したMS忍者。限界集落コロニー大菩薩谷に潜む集団の頭領であり、下半身は全長不明のヘビ型に改造され、頭部のミサイル射出孔にはヘビ型のサイコミュ端末を搭載している。コロニー内の空気に充満させた石化ガスを、サイコミュ端末のストロボによる光触媒で硬化加速させる忍法・妖奇士即身仏を繰り出す。その忍法の秘密を守るためGの影忍と戦うが、心眼センサーの発動によって閃光を克服したリョウガの影分身によって敗れる。
ソン・ゴッグ
斉天大聖組の一人、サスケが操るMS忍者。脚部を腕部と共通の構造にすることで、高い機動性を獲得している。設定画には同様の尻尾も存在しているが、本編登場時には描かれなかった。
チョ・アッガイ
斉天大聖組の一人、コウビの操るMS忍者。怪力と嗅覚を得意とし、地中の敵を発見する事も可能。三位一体で真価を発揮するというが、単独でヨウメイに協力し、忍法・黒兎馬の術の前に敗れる。しかし生存しており、斉天大聖組として再登場した。
サゴ・ジオ
斉天大聖組の一人、スイムが操るMS忍者。ジオを原型としている以外の詳細は不明。
卍バーザム
背中に巨大な卍手裏剣を装備したMS忍者。威力のほどは疑問であるとされる。忍法・黒兎馬の術の前に敗れる。
ドーマン・ゾゴック
陰陽師ヨウメイの操るMS忍者。忍法とは異なる陰陽術を操り、両手に仕込まれたビーム砲、護符を折り鶴型にした式神ビットを放ってGの影忍を追い詰める。しかしその陰陽術に対する慢心が仇となり、未知の忍法・黒兎馬の術によって敗れる。
アルゾック
隠流のセンリが操るMS忍者。全身に無数のモノアイを搭載した偵察型の機体で、手足を分離することで無人機ジムシとして遠方の偵察を行う事ができる。
ゴスンハンマ
別名をネイルハンマ。牙の一族のサイガが操るMS忍者。市街戦を得意とし、あらゆる防御を無視して敵を撃破する丑の刻参りによる呪殺を得意とする。その戦術故に搭乗者も短命に終わるとされるが、パイロット絶命後も自動人形と化して行動を続けた。
ハウンドウェブ
土蜘蛛衆の毒太夫カラメが操るMS忍者。バウンド・ドックを原型にした蜘蛛型のMAであり、ミノフスキー粒子を練り込んだ、強固な粘性と電離化であらゆる通常兵器を無効化する繊維を噴出、これを用いて相手を絡め取り、あるいは意のままに操る星霜術式・土遁死暮糸を得意とする。機体後部にある噴出孔が弱点のように見えるが、カラメはその点を熟知して上方の死角にも巣を備えている。軌道エレベーターに巣を張り巡らせ、Gを迎え撃った。
魂・ザク
牙の一族の忍びサイガが操る機体。ザクIを原型に稲荷神信仰からか白狐をモチーフとした改造が施されており、両腕部に苦無が仕込まれている他、コクピットの仕様もまったく軍の標準と異なっている。大戦初期はまだ忍者の要求に耐えうるMSが希少であったため、ザクI型のMS忍者は多数出回ったという。
シムガのゲルググ
外道衆頭領たるシムガが操るMS忍者。フルチューンを施し、頭部に鬼の面をつけた銀色のゲルググで、首にはマフラー状の装飾が見られる他、巨大化した両肩アーマーにはビームナギナタを複数本仕込んでおり、シルエットはリゲルグに近い。Gに匹敵するほどの性能を誇り、ビームもりや足ひれなどの追加装備でGに対抗する。

## 通常機体・兵器
ビグ・ジム
悪名高きビグ・ザムを参考に開発された、連邦軍大型モビルアーマー。ジムの4、5倍の大きさであり、機銃部にボールが装備されている。最終防衛用の機体を想定していたが、コスト削減により期待以上の火力を発揮する事はできなかった。
コムソードム
密教衆の山伏たちが搭乗する機体。頭部に大型レドームを搭載している。
ジュラック
密教衆葬法院の尺八法師が搭乗する機体。両腕および頭部ダクトパイプが音響兵器と化しており、高音の破壊音波による攻撃や索敵などを行う。
チャクレロ
フラナガン研究施設で巫女の警護役を務めるヤクシャが操る銀色の試作型MA。ザクレロの頭頂部からMSの上半身が伸びた形状をしているが、効率の悪さから完全にMSとMAは明確に分離されることとなった。フラナガン機関の実験により増強されたヤクシャの法力により、投擲したチャクラムの軌道を自在に変化させる事ができる。

## 謎の敵
宇宙生命体
宇宙をさまよい生命体の敵意に反応して攻撃をしかける謎の生命体。その正体は不明。
バイオ・ガンダム
木星圏に侵入した宇宙生命体が作り出した、小型の分体の一つ。この生命体は、迎撃に出たMS忍群を倒すために各MS忍者を模したが、もっとも精神力の強いGをもとに誕生させたのがバイオ・ガンダムである。

## 用語
隠れ里コロニー
忍者の暮らすスペースコロニー。ラグランジュ・ポイントの片隅にあり、通常のコロニーより高速回転し、強いGを生み出している。そのため中で暮らす忍者に超人的な体力が宿る。
牙一族
宇宙のMS忍者の中でも強者ぞろいの一族らしい。名の最後にガがつく。
地這衆
単独活動を旨とするMS忍者たちが、その機体を維持するために契約を結ぶ技術者集団。地面の中より現れ、報酬と引き換えに機体を修理する修繕方。頭領は魔改僧ゾウアンを名乗る老人。

## 単行本
いずれも全1巻。バンダイ版はサイバーコミックス掲載分のみ、他は電撃大王掲載分も併せて収録されている。
メディアワークス（現・KADOKAWA）2005年版は電子書籍化されており、Kindleなどで読むことが出来る。
- Gの影忍 機動戦士ガンダム外伝 - バンダイ出版課 1990/01発行 ISBN 4-89-189460-1
- Gの影忍 完璧版 - メディアワークス 1995/12/25発行　主婦の友社発売 ISBN 4-07-302238-5
- Gの影忍 - メディアワークス　2005/04/15発行 ISBN 4-84-023017-X
- 機動戦士ガンダム外伝 Gの影忍 新装版 - 復刊ドットコム　2017/07発売[1] ISBN 978-4-83-545493-1
- 機動戦士ガンダム Gの影忍 太陽系の秘宝 - バンダイ文庫 1989/10/1発行 ISBN 4-89-189044-4